# Tierkapelle
Die Tierkapelle ist eine Motivgruppe aus der Ikonografie des altorientalischen Mesopotamiens. Die Darstellungen zeigen musizierende Tiere, die zum Teil menschliche Charakteristika besitzen, wie zum Beispiel eine aufrechte Sitzhaltung beim Spielen von Musikinstrumenten oder menschliche Hände. 

## Beispiele aus dem Alten Orient
Die ersten Belege für musizierende Tiere finden sich Anfang des 3. Jahrtausends v. Chr. in der älteren Frühdynastischen Zeit im Fundort Šuruppak (Fara). Die Darstellung zeigt eine einem Esel sehr ähnliche Figur, die eine Leier spielt. Der Fuß dieser Leier ist in Form eines Bullen ausgearbeitet. Weitere Objekte, die eine solche Darstellung zeigen, kommen ebenfalls aus dem Frühdynastikum, aus dem Fundort Ur. Die genannte Darstellung beinhaltet zwei weitere Tiere, die mit dem Esel gemeinsam musizieren: einen Bären und ein kleines Tier mit einem langen Schweif, das eine Klapper in der Hand hält. Daneben gibt es zahlreiche Darstellungen von Affen, die unterschiedliche Instrumente spielen. Ein besonders häufiges Motiv, von der Frühdynastischen Zeit bis zur Neubabylonischen Zeit, ist ein Flöte spielender Affe.
Für das 2. Jahrtausend v. Chr. gibt es kaum Darstellungen musizierender Tieren. Aus dem 1. Jahrtausend v. Chr. sind Darstellungen von Tierkapellen zum Beispiel aus dem Fundort Tell Halaf bekannt, wo unter anderem Leier spielende Löwen mit aufgerissenen Mäulern dargestellt sind. Diese Mäuler können als das Spiel begleitender Gesang interpretiert werden. Die Löwen sind im Zusammenhang mit weiteren musizierenden Tieren dargestellt. Diese spielen zum Beispiel Flöte, Trommeln und Becken.
Abseits Mesopotamiens finden sich Darstellungen musizierender Tiere in Elam im 1. Jahrtausend v. Chr. Im dort gefundenen Beispiel spielt ein Löwe eine konische Trommel und andere Tiere eine Harfe und Flöten. Aus Boğazköy in Anatolien ist für das 2. Jahrtausend v. Chr. die Darstellung eines Trommel spielenden Schafes belegt. 

## Musizierende Mischwesen
Neben genannten Darstellungen gibt es auch Darstellungen, die musizierende Mischwesen aus Mensch und Tier zeigen. Diese Darstellungen finden sich in Mesopotamien und Anatolien. Ein Beispiel, wahrscheinlich aus Mardin in Anatolien, zeigt vogelköpfige Leierspieler.